# Сверло

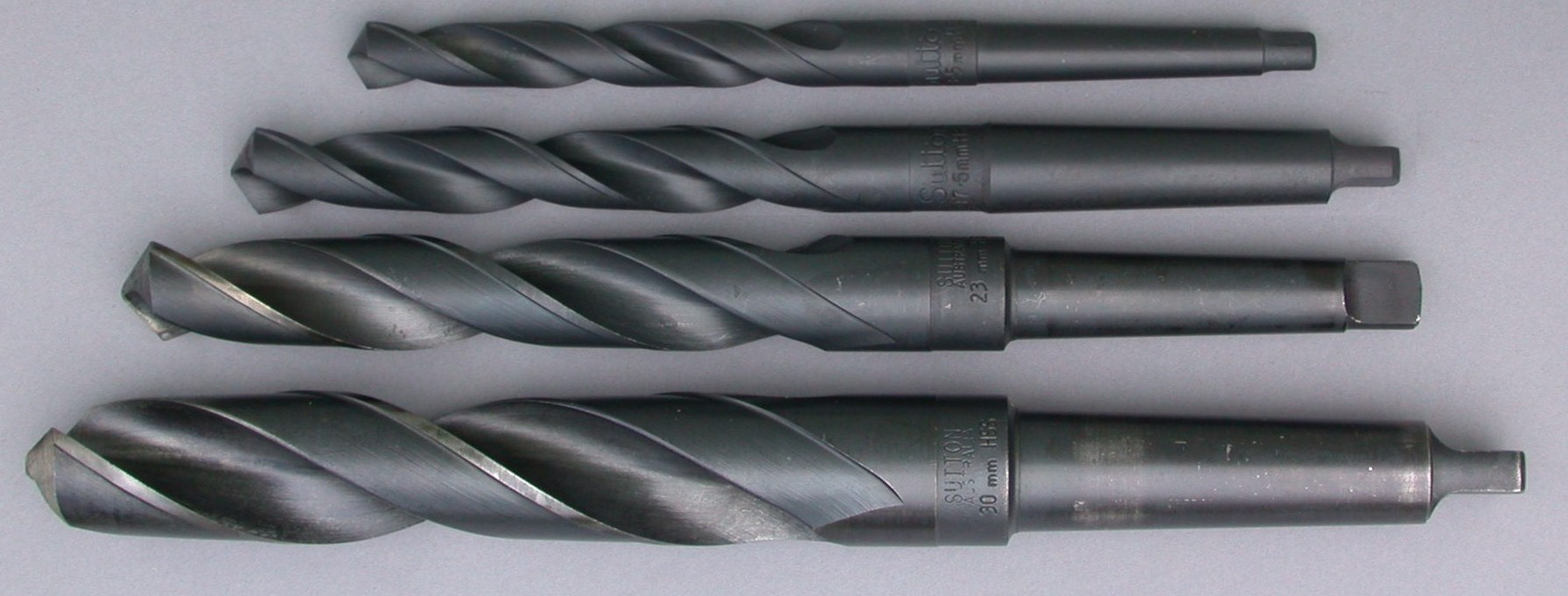
Спиральные свёрла по металлу с коническими хвостовиками Морзе № 1, 2, 3 и 4.

Сверло́ — осевой режущий инструмент, предназначенный для образования (сверления) отверстий в различных материалах. Свёрла могут также применяться для рассверливания — то есть увеличения уже имеющихся, предварительно просверленных отверстий, и засверливания — получения несквозных углублений.

## Классификация

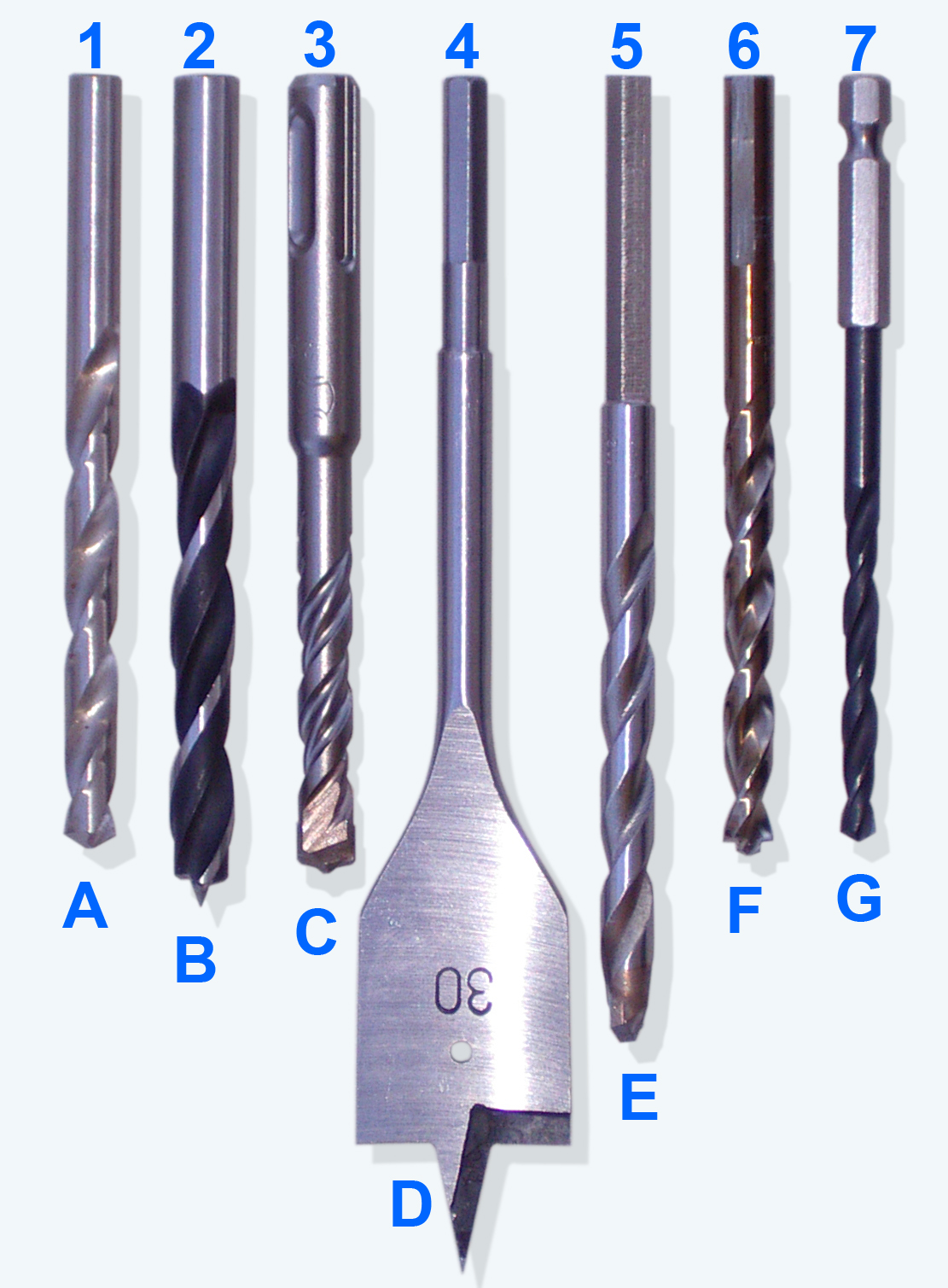
Некоторые виды свёрл: A — по металлу; B — по дереву; C — по бетону; D — перовое сверло по дереву; E — универсальное сверло по металлу или бетону; F — по листовому металлу; G — универсальное сверло по металлу, дереву или пластику.
Хвостовики: 1, 2 — цилиндрический; 3 — SDS-plus; 4 — шестигранник; 5 — четырёхгранник; 6 — трёхгранник; 7 — для шуруповёртов.

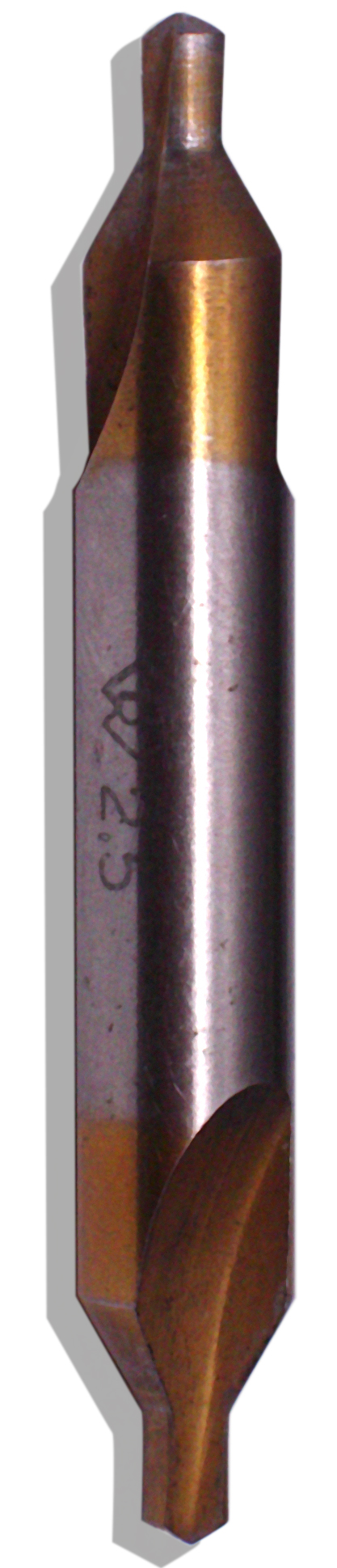
Центровочное сверло

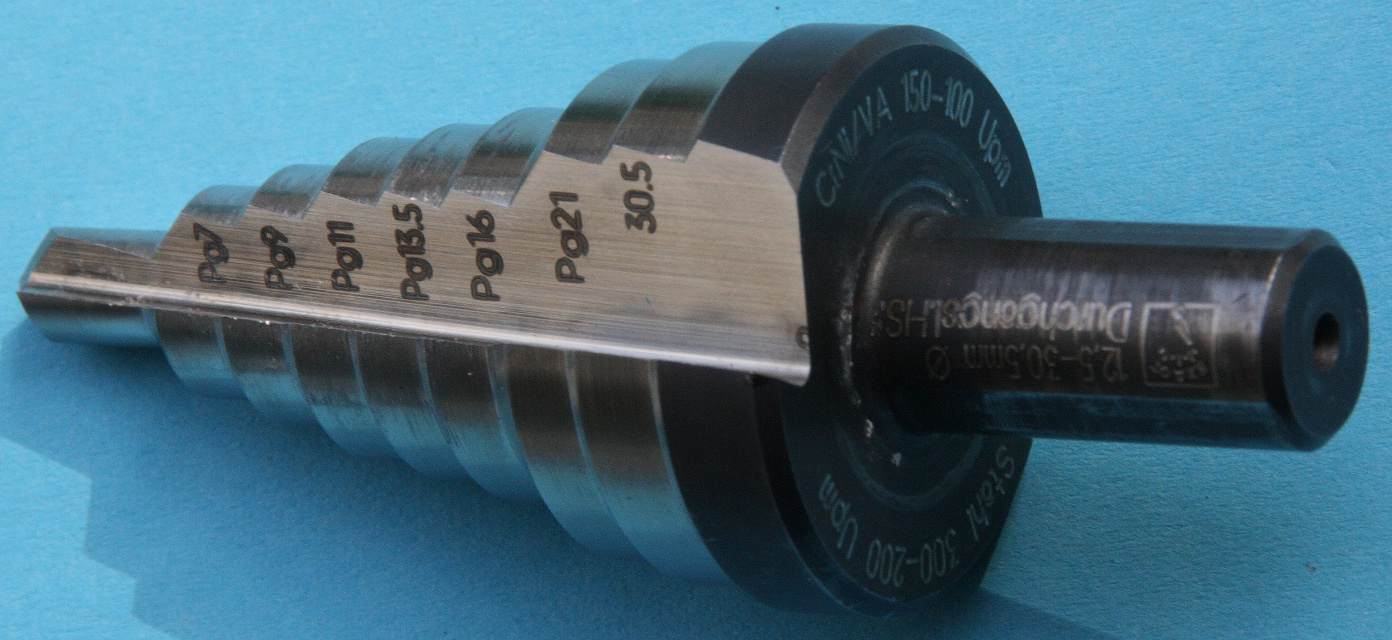
Ступенчатое сверло

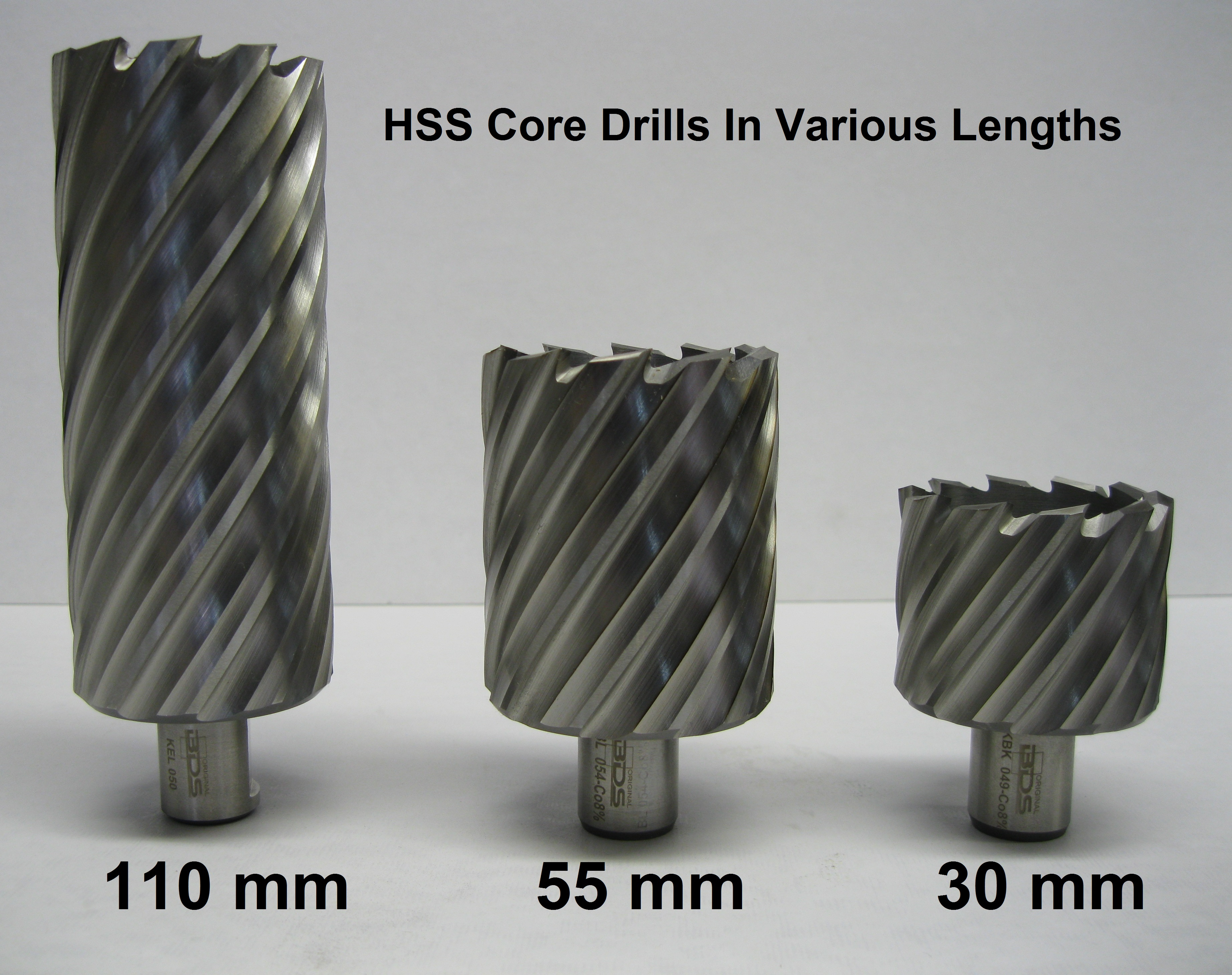
Пустотелые свёрла

### По обрабатываемому материалу
- Универсальные.
- По металлу.
- По дереву.
  - Перовое — сверло плоской формы для отверстий больших диаметров.
  - Сверло Форстнера — сверло для несквозных отверстий в древесине и ЛДСП для установки мебельной фурнитуры (петель и др.).
- По бетону — имеет наконечник из твёрдого сплава, предназначенный для бурения твёрдых материалов (кирпич, бетон) с ударно-вращательным сверлением. Свёрла, предназначенные для обычной дрели, имеют цилиндрический хвостовик. Хвостовик бура для перфораторов имеет различную конфигурацию: цилиндрический хвостовик, SDS-plus, SDS-top, SDS-max и т. д.
- Для стекла и керамики.

### По конструкции
- Спиральные (винтовые) — самые распространённые свёрла; с диаметром сверла от 0,1 до 80 мм и длиной рабочей части от 1,5 до 50 диаметров
  - Конструкции Жирова — на режущей части имеются три конуса с углами при вершине: 2φ=116…118°; 2φ0=70°; 2φ0'=55°. Тем самым длина режущей кромки увеличивается, и условия отвода тепла улучшаются. В перемычке прорезается паз шириной и глубиной 0,15D. Перемычка подтачивается под углом 25° к оси сверла на участке 1/3 длины режущей кромки. В результате образуется положительный угол γ≈5°.
- Для глубокого сверления (L≥8D) — удлинённые винтовые свёрла с двумя винтовыми каналами для внутреннего подвода охлаждающей жидкости. Винтовые каналы проходят через тело сверла или через трубки, впаянные в канавки, профрезерованные на спинке сверла.
  - Конструкции Юдовина и Масарновского — отличаются большим углом наклона и формой винтовой канавки (ω=50…65°). Нет необходимости частого вывода сверла из отверстия для удаления стружки, за счет чего повышается производительность.
- Одностороннего резания — применяются для выполнения точных отверстий за счёт наличия направляющей (опорной) поверхности (режущие кромки расположены по одну сторону от оси сверла).
  - Пушечные — представляют собой стержень, у которого передний конец срезан наполовину и образует канал для отвода стружки. Для направления сверла предварительно должно быть просверлено отверстие на глубину 0,5…0,8D.
  - Ружейные — применяются для сверления отверстий большой глубины. Изготовляются из трубки, обжимая которую, получают прямую канавку для отвода стружки с углом 110…120° и полость для подвода охлаждающей жидкости.
- Пустотелые (также кольцевые, корончатые, пробочные) — свёрла, превращающие в стружку только узкую кольцевую часть материала.
- Центровочные — применяют для сверления центровых отверстий в деталях.
- Ступенчатые — для сверления одним сверлом отверстий разного диаметра в листовых материалах.
- Конические — для сверления конических отверстий

По конструкции хвостовой части
- с цилиндрическим хвостовиком (ГОСТ 10902—77, DIN 338)
- с коническим хвостовиком (ГОСТ 10903—77 (конус Морзе), DIN 345)
- с трёх-, четырёх- и шестигранным хвостовиком
- SDS, SDS+ и др.

### По способу изготовления
- Цельные — спиральные свёрла из быстрорежущей стали марок Р9, Р18, Р9К15, Р6М5, Р6М5К5, либо из твёрдого сплава ВК8.
- Сварные — спиральные свёрла диаметром более 20 мм часто изготовляют сварными (хвостовую часть из углеродистой, а рабочую часть из быстрорежущей стали).
- Оснащённые твердосплавными пластинами — бывают с прямыми, косыми и винтовыми канавками (в том числе с ω=60° для глубокого сверления).
- Со сменными твердосплавными пластинами — также называются корпусными (оправку, к которой крепятся пластины, называют корпусом). В основном используются для сверления отверстий от 12 мм и более. Отверстия получаются 12—13 квалитета, с предварительной настройкой сверла 11 квалитета
- Со сменными твердосплавными головками — альтернатива корпусным сверлам, где требуется более точные отверстия: 9—10 квалитета.

## Элементы спирального сверла
Спиральное сверло представляет собой цилиндрический стержень, рабочая часть которого снабжена двумя (реже четырьмя) винтовыми спиральными канавками, предназначенными для отвода стружки и образования режущих элементов — ленточек.
- Рабочая часть
  - Режущая часть имеет две или три главные режущие кромки, образованные пересечением передних винтовых поверхностей канавок, по которым сходит стружка, с задними поверхностями, а также поперечную режущую кромку (перемычку), образованную пересечением задних поверхностей.
  - Направляющая часть имеет две вспомогательные режущие кромки, образованные пересечением передних поверхностей с поверхностью ленточки (узкая полоска на цилиндрической поверхности сверла, расположенная вдоль винтовой канавки и обеспечивающая направление сверла при резании, а также уменьшение трения боковой поверхности о стенки отверстия).
- Хвостовик — для закрепления сверла на станке или в ручном инструменте.
  - Поводок для передачи крутящего момента сверлу или лапка для выбивания сверла из конусного гнезда.
- Шейка, обеспечивающая выход круга при шлифовании рабочей части сверла.

### Углы сверла

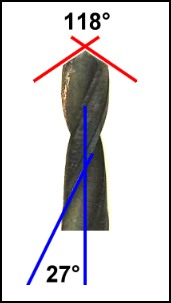
Угол при вершине 2φ=118° и угол наклона винтовой канавки ω=27°.

- Угол при вершине 2φ — угол между главными режущими кромками сверла. С уменьшением 2φ увеличивается длина режущей кромки сверла, что приводит к улучшению условий теплоотвода, и, таким образом, к повышению стойкости сверла. Но при малом 2φ снижается прочность сверла, поэтому его значение зависит от обрабатываемого материала. Для мягких металлов 2φ=80…90°. Для сталей и чугунов 2φ=116…118°. Для очень твёрдых металлов 2φ=130…140°.
- Угол наклона винтовой канавки ω — угол между осью сверла и касательной к винтовой линии ленточки. Чем больше наклон канавок, тем лучше отводится стружка, но меньше жёсткость сверла и прочность режущих кромок, так как на длине рабочей части сверла увеличивается объём канавки. Значение угла наклона зависит от обрабатываемого материала и диаметра сверла (чем меньше диаметр, тем меньше ω).
- Передний угол γ определяется в плоскости, перпендикулярной режущей кромке, причём его значение меняется. Наибольшее значение он имеет у наружной поверхности сверла, наименьшее — у поперечной кромки.
- Задний угол α определяется в плоскости, параллельной оси сверла. Его значения так же, как и переднего угла, изменяются. Только наибольшее значение он имеет у поперечной кромки, а наименьшее — у наружной поверхности сверла.
- Угол наклона поперечной кромки ψ расположен между проекциями главной и поперечной режущих кромок на плоскость, перпендикулярную оси сверла. У стандартных свёрл ψ=50…55°.

Переменные значения углов γ и α создают неодинаковые условия резания в различных точках режущей кромки.

#### Углы сверла в процессе резания

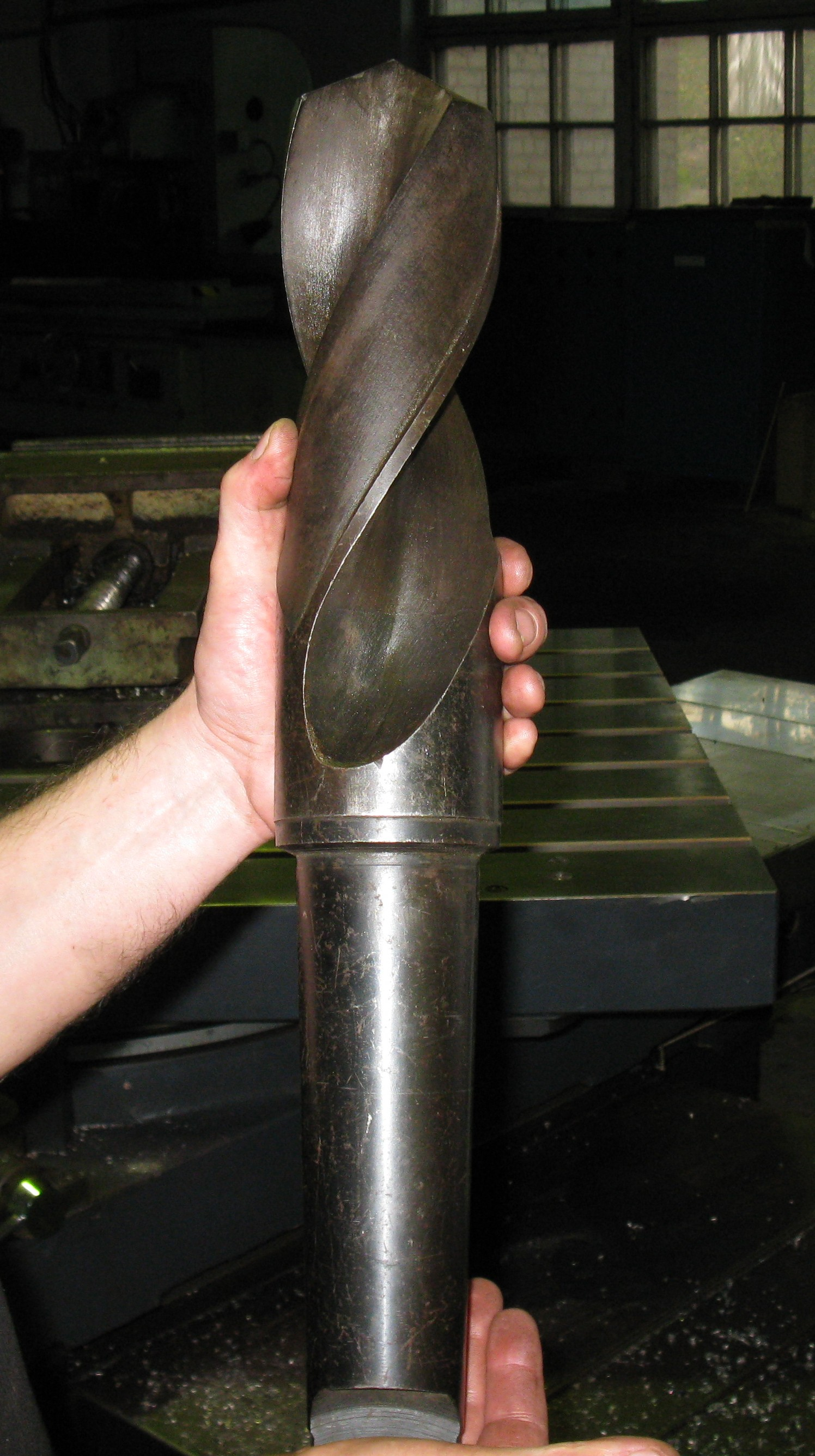
Спиральное сверло диаметром 80 мм c коническим хвостовиком Морзе № 6.

Углы сверла в процессе резания отличаются от углов в статике, так же, как и у резцов. Плоскость резания в кинематике получается повёрнутой относительно плоскости резания в статике на угол μ, и действительные углы в процессе резания будут следующими:

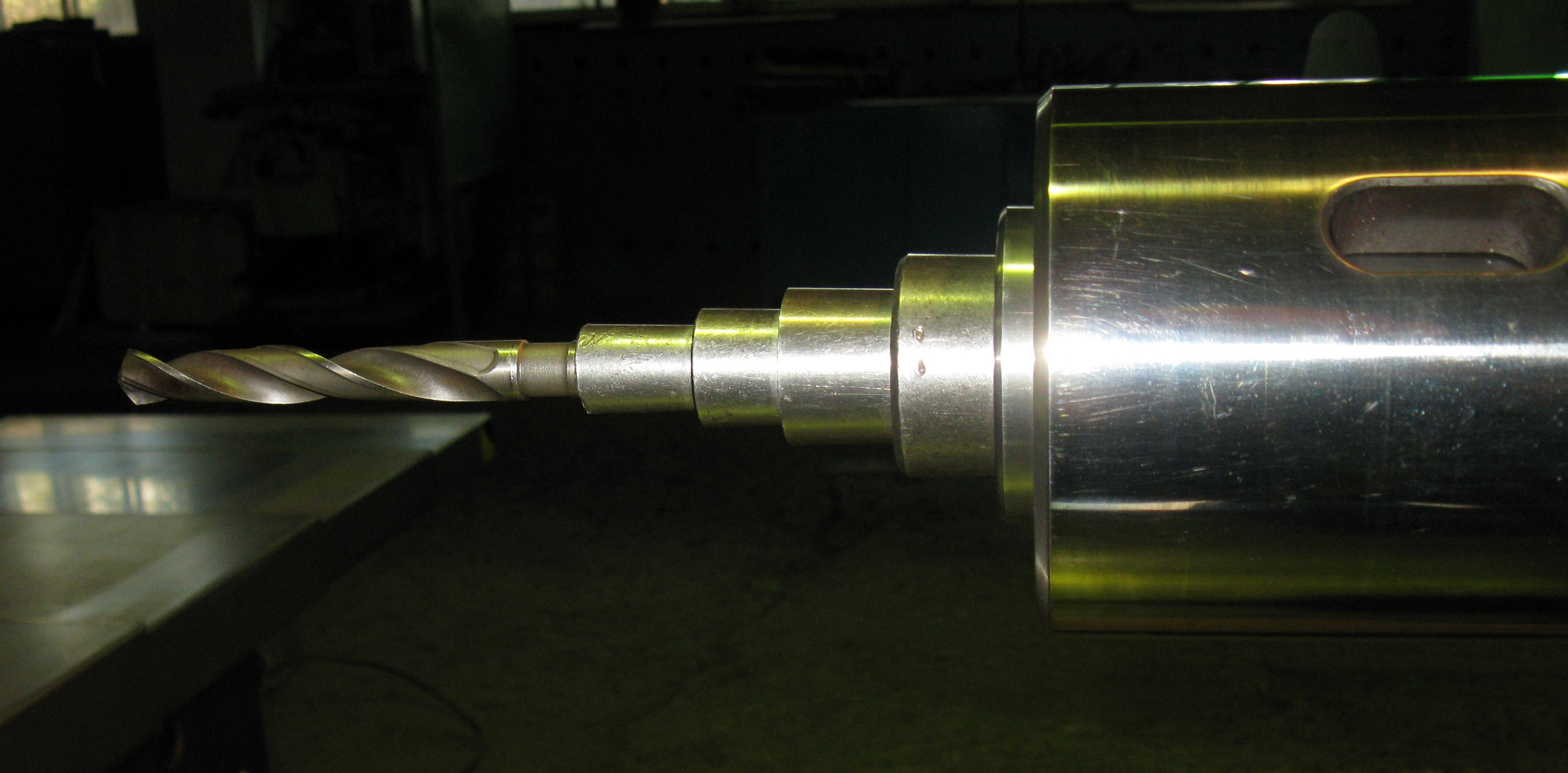
Сверло 14 мм с переходными втулками от второго до шестого номера в шпинделе расточного станка.

γкин=γ+μ
αкин=α-μ

## Переходный конус сверла

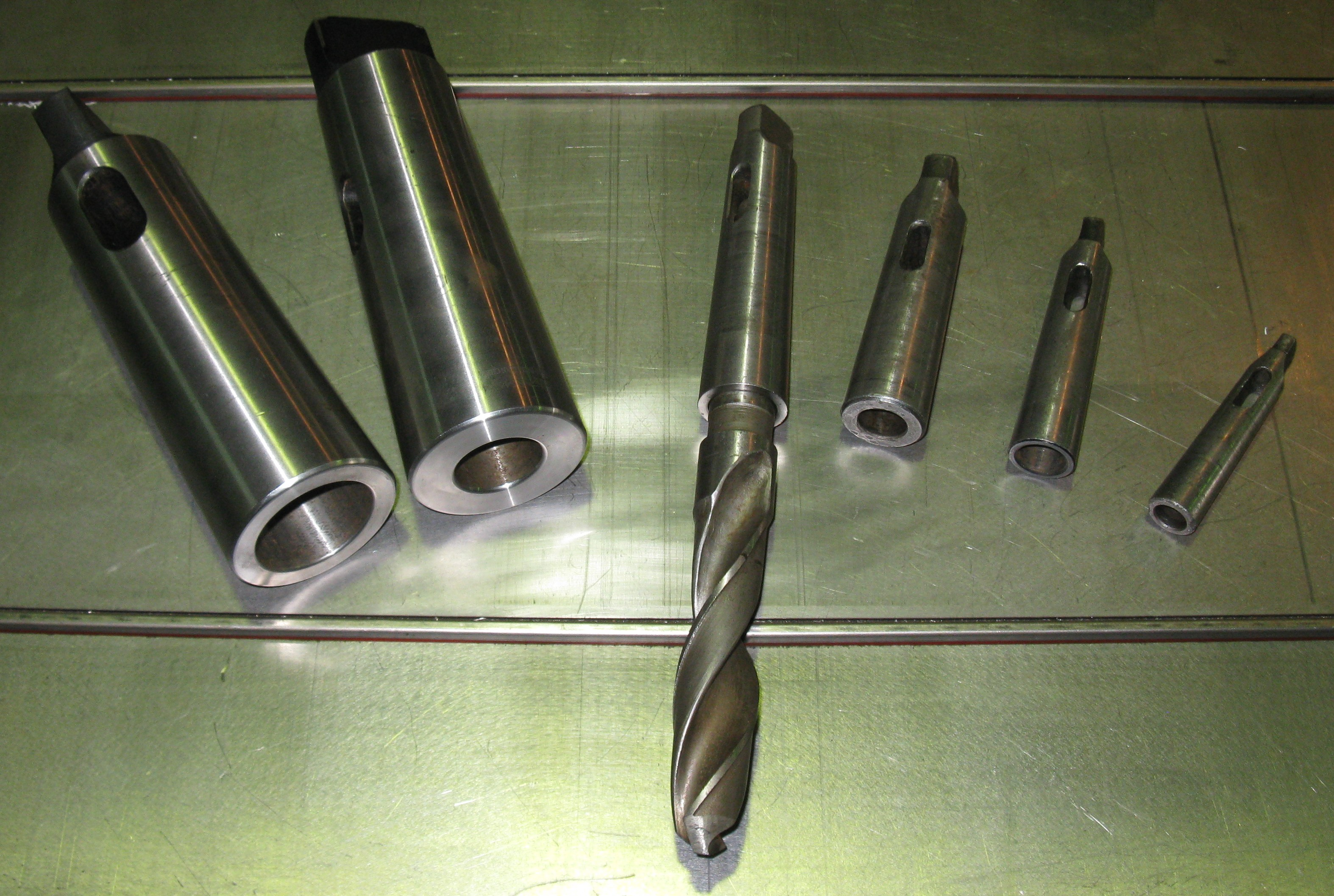
Переходный конус сверла имеет номер внутреннего конуса хвостовика, а также свой наружный номер конуса Морзе.

В зависимости от назначения и применения сверло с коническим хвостовиком Морзе имеет т. н. универсальные переходные втулки, которые, в свою очередь, обеспечивают удобное соединение и удобную работу на любом сверлильном, фрезерном, токарном и расточном оборудовании. Переходники со вставленным сверлом отделяют с помощью клина, ударами молотка. Для этого существует специальный технологический паз.

## Точность отверстий при сверлении
Твердосплавными сверлами получают отверстия 9—10 квалитета, специальными твердосплавными сверлами с 4-мя ленточками и на цветных металлах возможно получать отверстия 7—8 квалитета, быстрорежущими 12—13 квалитета.